# Kontinuität (Skulptur)

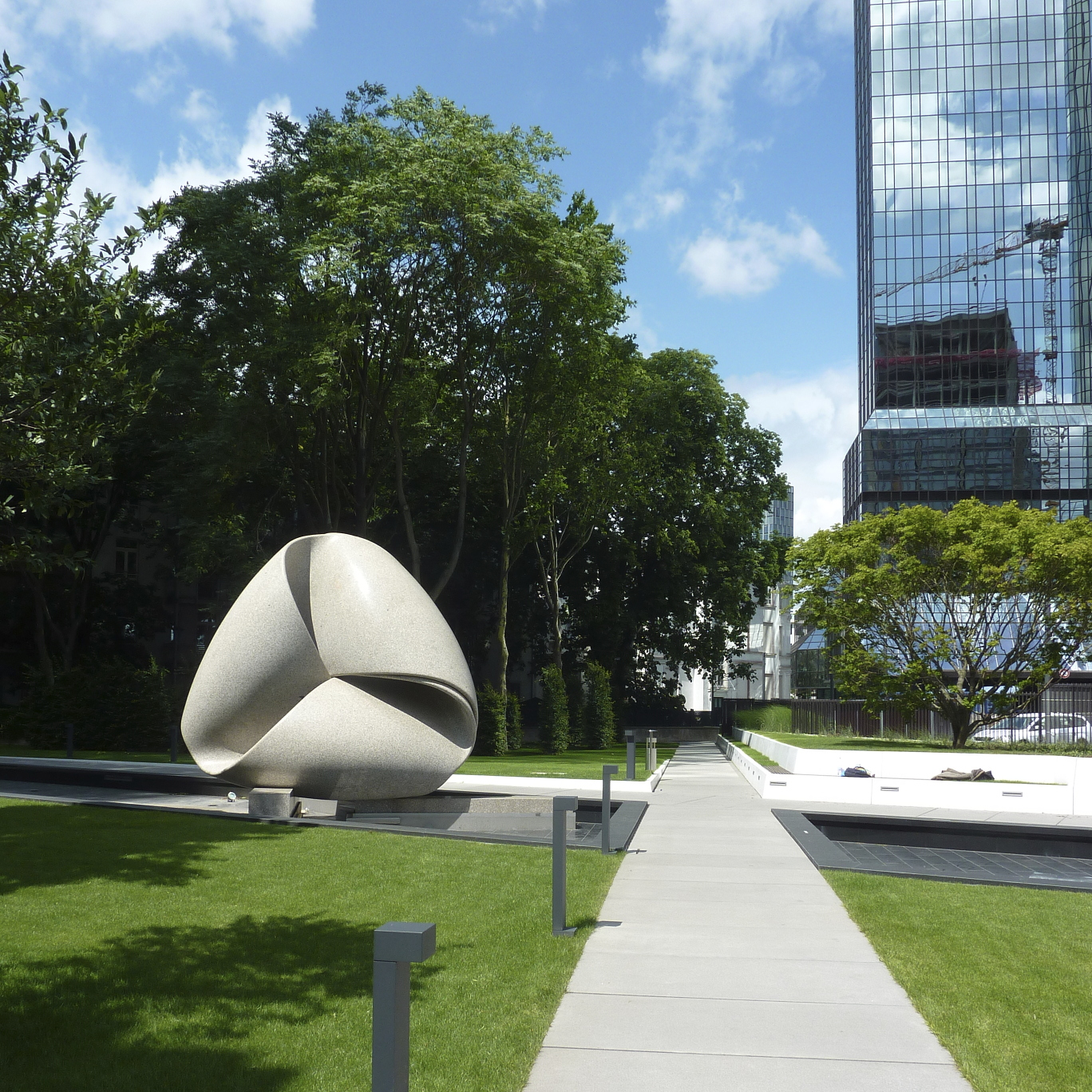
Max Bill: Granitskulptur Kontinuität an der Hauptverwaltung der Deutschen Bank in Frankfurt am Main. Abbildung an ihrem neuen Standort, rechts im Hintergrund die Deutsche-Bank-Hochhäuser

Die Skulptur Kontinuität von Max Bill (auch Koloss von Frankfurt genannt) ist ein Hauptwerk der Zürcher Schule der Konkreten und wurde im Auftrag der Deutschen Bank für den Vorplatz vor den Doppeltürmen ihrer Hauptverwaltung an der Taunusanlage in Frankfurt am Main erstellt.

## Beschreibung

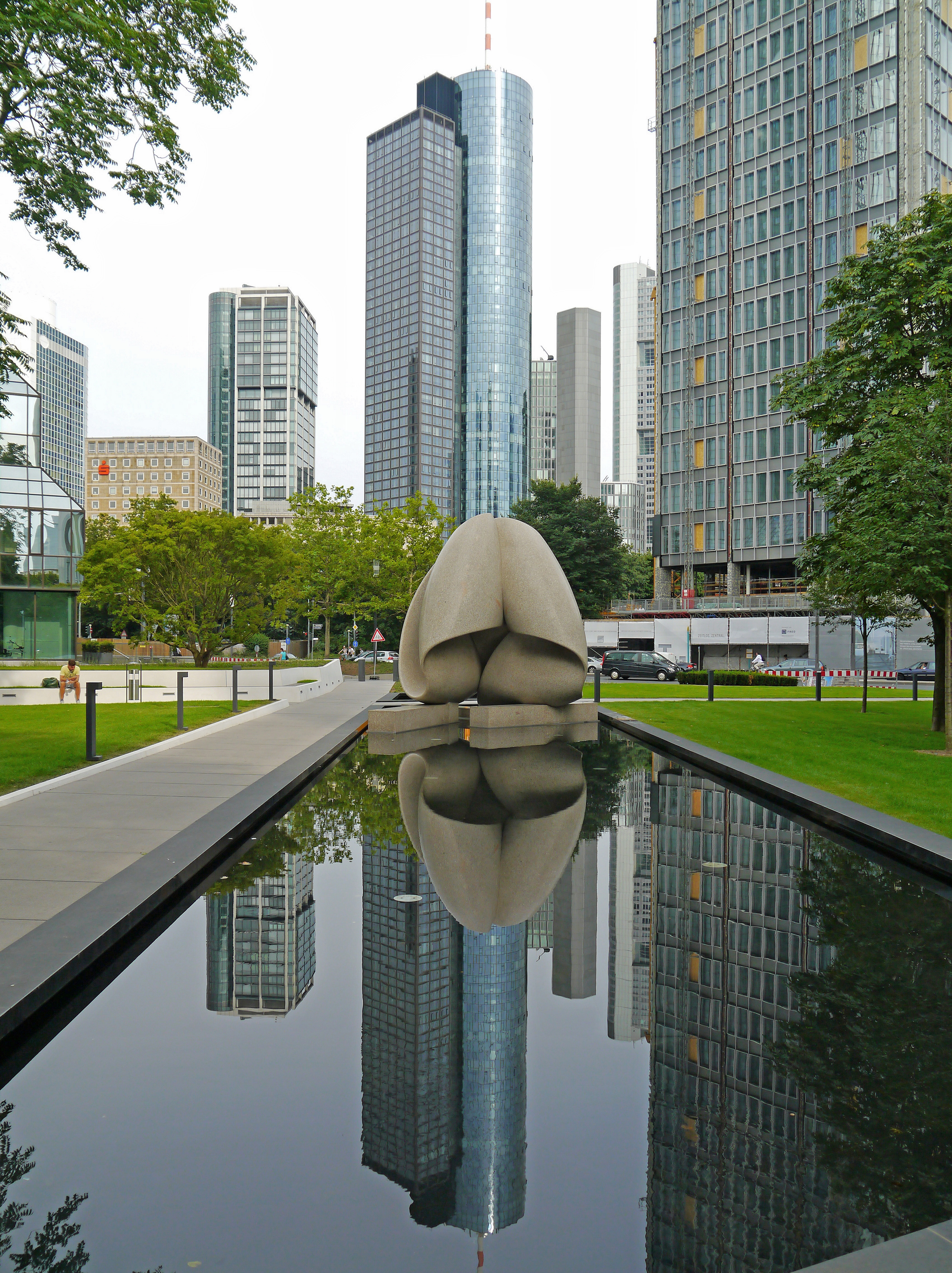
Seit 2011 steht die Skulptur in einem Wasserbassin in einer neu geschaffenen Grünanlage neben der Deutschen Bank.

Anlässlich einer energetischen Sanierung der „Twintowers“ wurde die Skulptur 2007 vom zentralen Vorplatz entfernt und in unmittelbarer Nähe zu den Zwillingstürmen an der Mainzer Landstraße aufgestellt. Im Herbst 2011 wurde die Skulptur in einer Grünanlage in der Nähe des Deutsche-Bank-Hochhauses platziert.
Das Bildwerk wurde aus einem Rohblock geschaffen, der 180 Tonnen wog und für dessen Transport eine Straße aus dem sardinischen Steinbruch zur Hauptstraße aufgeschüttet werden musste, bevor er mit dem Schiff nach Marina di Carrara kam. Dort wurde die „Kontinuität“ in zweieinhalb Jahren Arbeit geformt und poliert, bevor sie 1986 aufgestellt werden konnte. Dabei entstand eine der schwersten Granitskulpturen der Welt.
Der Aufstellungsort der „Kontinuität“ bildete nach Max Bill mit den umgebenden Bauwerken ein Gesamtkunstwerk. Die „Kontinuität“ gehört nach Auffassung des Kunstkritikers Werner Spies zu den „eindrucksvollsten Bildhauer-Werken unserer Zeit“.
Entgegen einer weitverbreiteten Auffassung ist die Skulptur kein Beispiel für ein Möbiusband, sondern laut Jakob Bill, dem Sohn des Künstlers, ein Band mit zwei Kanten.

## Entwicklung der „Kontinuität“
Max Bill zählt zu den Vertretern der Zürcher Schule der Konkreten, der in den 1930er Jahren Formen entwickelte, die nicht in der Natur vorkommen. Eine dieser Formen, die er verwirklichte, war die „Unendliche Schleife“ (1935–1937), die er aus einer Papierform entwickelte und als Vorform der „Kontinuität“ betrachtet werden kann. Sie entstand, als Bill aufgefordert wurde, eine Form für eine Industrieausstellung in London zu entwerfen, die vor einem elektrischen Kaminfeuer aufgestellt werden sollte. Die Skulptur wurde nicht rechtzeitig fertig und so kam sie 1936 auf der Triennale di Milano zur Ausstellung, wo sie als Schleife über einer Säule aufgehängt worden war. Besucher der Ausstellung machten ihn darauf aufmerksam, dass es sich um ein Möbiusband handelt, woraufhin er das Interesse an diesem Formenkanon verlor.
Ein Möbiusband besteht nur scheinbar aus zwei Kanten, hat jedoch nur eine umlaufende Kante und bildet damit eine endlose Form. Dieses als Möbiusband bekannte gewordene mathematische Phänomen wurde 1858 erstmals von zwei Mathematikern unabhängig voneinander beschrieben und nach dem Astronomen und Mathematiker August Ferdinand Möbius benannt. Max Bill beabsichtigte seit den 1940er Jahren die Gestaltung des Lebensraums mit Mitteln der Modernität, Rationalität und Technik und war der Auffassung, dass Kunst auf der Basis mathematischer Denkweise entwickelt werden kann. Er befasste sich ferner seit damals mit der Steuerung der Farbenergien von geometrischen Flächen und Körpern.
In der Mitte der 1940er Jahre fanden die Möbiusbänder wieder sein Interesse und er ließ nach einem Papiermodell eine kleine Messingform fertigen. Als er aufgefordert wurde, die „Unendliche Schleife“ auf der Zürcher Kantonalen Gewerbe- und Landwirtschaftsausstellung von 23. August bis 19. Oktober 1947 als Skulptur auszuführen und auszustellen, stellte er sie mit etwa drei Meter Höhe her. Das Werk sollte 1947 zeitlich begrenzt im Arboretum am Rande des Zürichsees erhöht auf Findlingen des nahe gelegenen Sihltal aufgestellt werden und verblieb dort allerdings bis 1948. Die Skulptur bestand aus Gips auf einem Stahlgerüst, die mit einem Alu-Spritzverfahren überzogen worden war. Da sie nicht verwitterungsbeständig war, sollte sie 1948 wieder abtransportiert werden. Allerdings wurde sie vor dem Abtransport im April 1948 durch einen Akt von Vandalismus im Verlauf des Sechseläutens zerstört, ein Fest der Zürcher Zünfte. Die Zerstörung von Kunst führte zu einer Diskussion über Kunstfeindlichkeit. In dieser Auseinandersetzung kam es zu zahlreichen Protesten von Künstlern, darunter waren auch Henry van de Velde und Rolf Liebermann. Die Skulptur wurde dadurch weltweit abgebildet und bekannt.

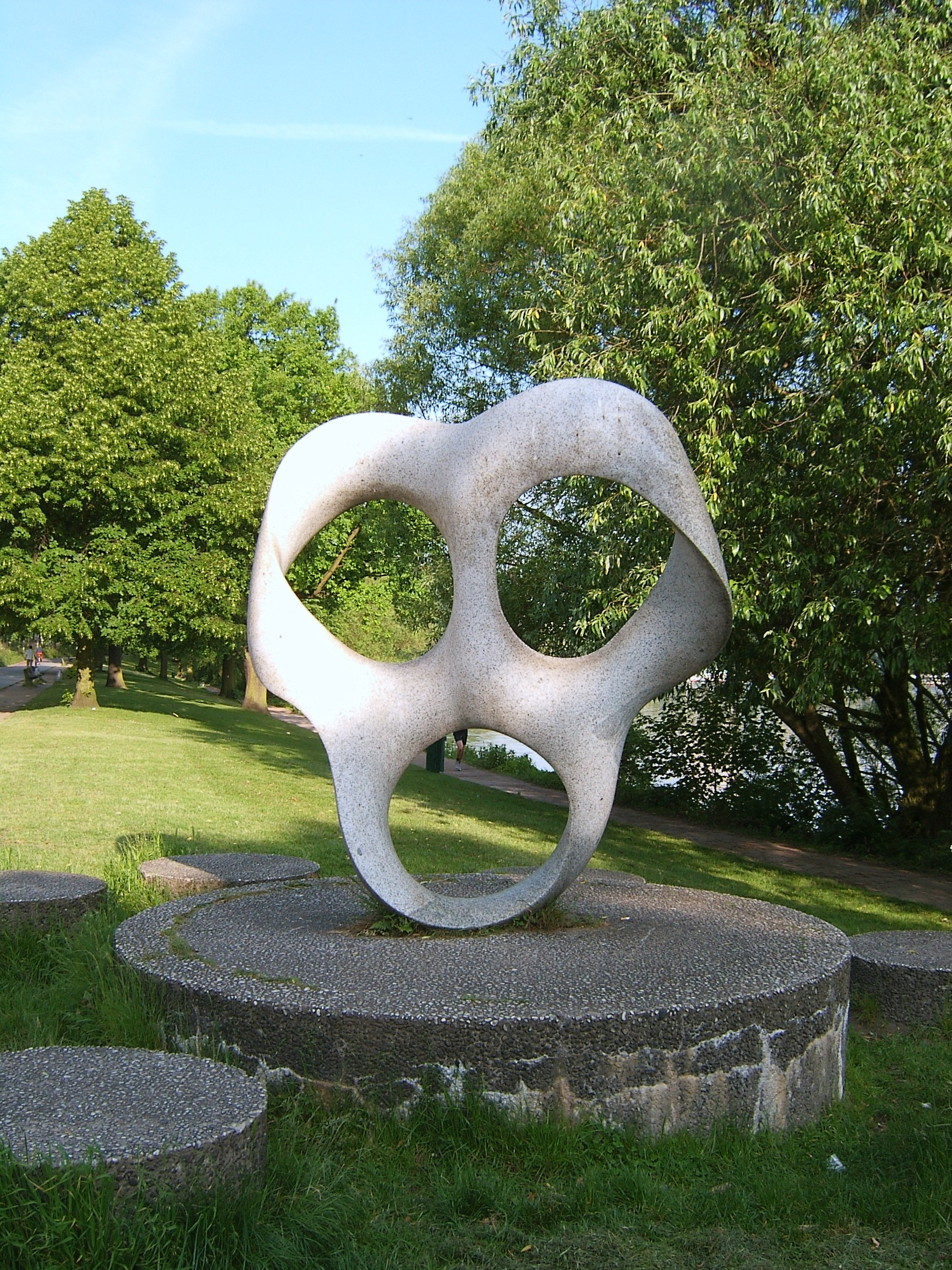
Max Bill: „Rhythmus im Raum“ in Hamburg

Seine Beschäftigung mit Bändern führte ihn nach Werner Spies zur Ausführung mehrerer Modelle und weiterer Werke, wie der „Dreiteiligen Form“ (1946–1947) (117 × 100 × 90 cm), einem polierten Chromnickelstahl-Guss, die sich im Museu de Arte de São Paulo befindet, der „Unendlichen Schleife“ (1935–1953) (150 × 100 × 120 cm) aus poliertem Tranas-Granit im Stadtgarten Essen und der Granit-Skulptur „Rhythmus im Raum“ (1947–1949) (225 × 25 × 250 cm) in Hamburg an der an der Außenalster gelegenen Kennedy-Brücke.
In mehreren Rezensionen der „Unendlichen Schleife“ wurde ausgesprochen, dass derartige Arbeiten auch monumental erstehen sollten.
In den 1980er Jahren nahm die Deutsche Bank Kontakt mit Max Bill auf und beabsichtigte eine Großplastik vor ihren neuen Gebäuden in Frankfurt aufzustellen. Zunächst wollte Bill den kleinen Vorplatz nicht gestalten, da er ihn für zu klein für Großplastiken hielt, und als man ihn um Vorschläge bat, dachte er an eine Mosaiksäule. Die Berater des Vorstands der Deutschen Bank schlugen daraufhin vor, dass er ein anderes Projekt mit Bändern realisieren sollte. Zunächst wehrte er sich dagegen, aber nach dem einstimmigen Beschluss des Bankvorstands und aus Interesse an den technischen Schwierigkeiten der „Kontinuität“ kam für ihn nur eine Ausführung dieses Themas in Granit in Frage.
Als Max Bill das Modell der „Kontinuität“ vor dem Vorstand der Deutschen Bank vorstellte, hatte er von seinem ursprünglichen Messingmodell im Maßstab von 1:20 weitere drei größere vergoldete Modelle aus Messing zur Veranschaulichung der Größenverhältnisse herstellen lassen.

## Rezeption

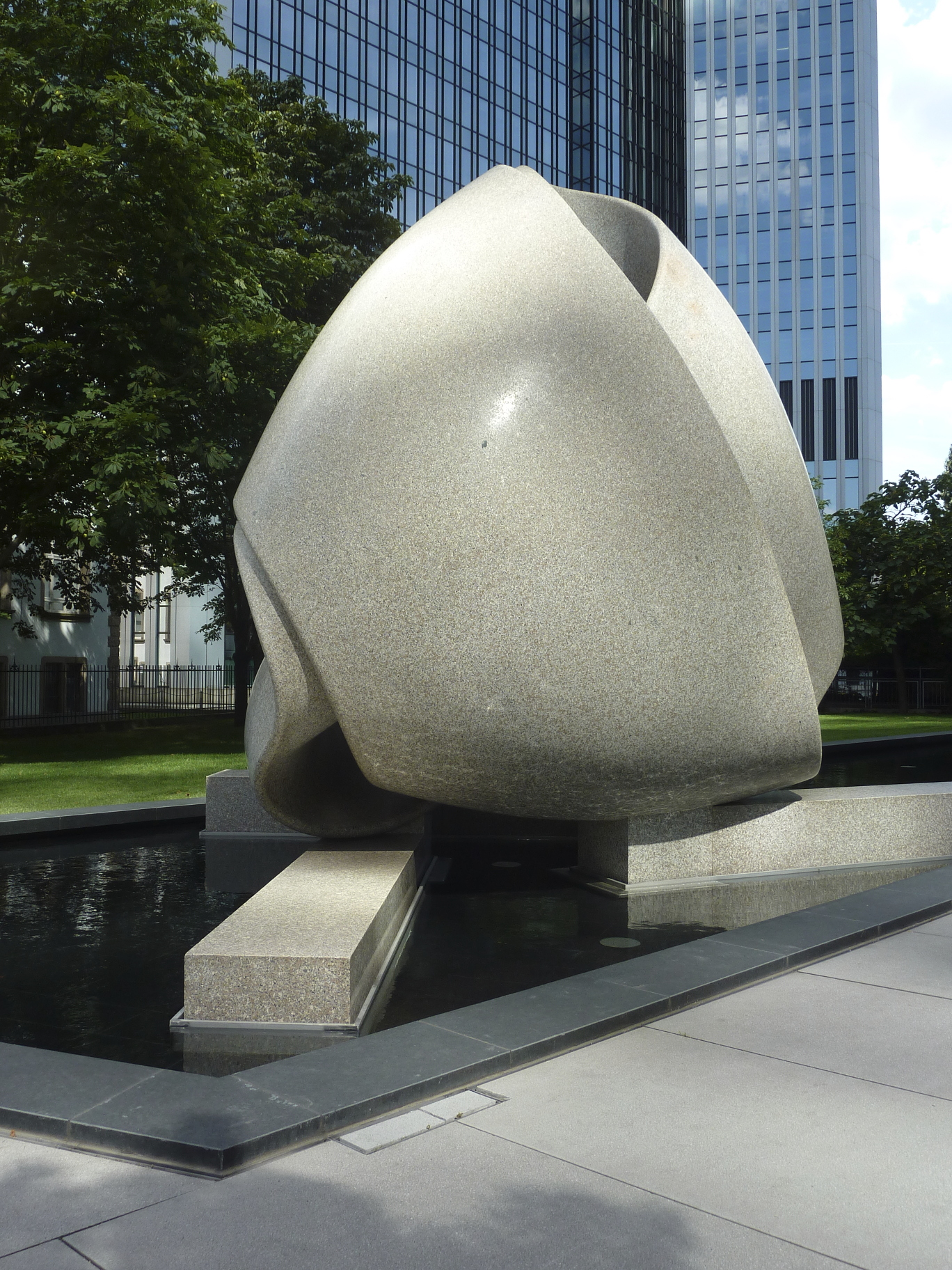
Seitenansicht der Skulptur

Das Werk von Max Bill nimmt in seinem persönlichen Gesamtwerk einen hohen Stellenwert ein, enthält es doch einen Hinweis auf die Kontinuität seiner Arbeiten. Bill hatte sich jahrelang mit Geometrie, Stereometrie und Trigonometrie und mathematischen Gleichungen beschäftigt und veröffentlichte 1949 die Untersuchung „Über die mathematische Denkweise in der Kunst“. Die Kontinuität bildet den Ausdruck eines Grundverständnisses von Max Bill: „Ich bin der Auffassung, es sei möglich, eine Kunst weitgehend auf Grund einer mathematischen Denkweise zu entwickeln“.
Die ersten Skulpturen von Max Bill im öffentlichen Raum, die einen Wechsel von Raum, Flächen und Volumen darstellen und für Betrachter schwer zu durchschauen sind, stießen auf Widerstand. Die erste Version, die von Spies als unendliche Schleife’’ und von anderen auch als Kontinuität bezeichnet wird und auch als Vorläufer des Granitmonolithen Kontinuität’’ gilt, soll von Rechtsextremisten in Zürich zerstört worden sein. Für Bill, der ein Antifaschist war, wird die Kontinuität in einer Rezension des Films von Erich Schmid: Max Bill – das absolute Augenmass in die Nähe einer Wiedergutmachungsgeste gerückt.
Anne Schloen sieht in den Arbeiten der unendlichen Schleife bis zur Kontinuität von 1946 bis 1982, dass die „endliche Unendlichkeit in unendlicher Bewegung durch die Eigenschaften der Oberfläche der Skulptur noch potentiert’“ wird, denn als Bill 1982 Kontinuität aus vergoldeten Modellen aus Messing herstellen ließ, wurde die Materialität der Skulptur sublimiert und die Skulptur „entmaterialisiert“.
Die „Kontinuität“ war für Bill nach Werner Spies eine „Mischung aus Unendlichkeit, Omega und kosmischer Schlange“.
Die Form der „Unendlichen Schleife“ begeisterte seinerzeit schon die Kunstkenner und ihre Betrachter, gleiches geschah auch mit der „Kontinuität“. „Die wunderbar harmonischen Linien überschneiden sich vor dem sie umwandelnden Betrachter zu immer neuer Schönheit, die so zahlreich sind, wie die Standpunkte, die sich vor dem Werk einnehmen lassen.“ Das Kunstwerk „Kontinuität“ nimmt die Architektur der Umgebung auf und ist auf die direkte Begegnung des Betrachters bezogen und sie wirkt weniger konstruiert als die Zürcher Unendliche Schleife.

## Herstellung

### Steinbruch und Gesteinsbeschreibung

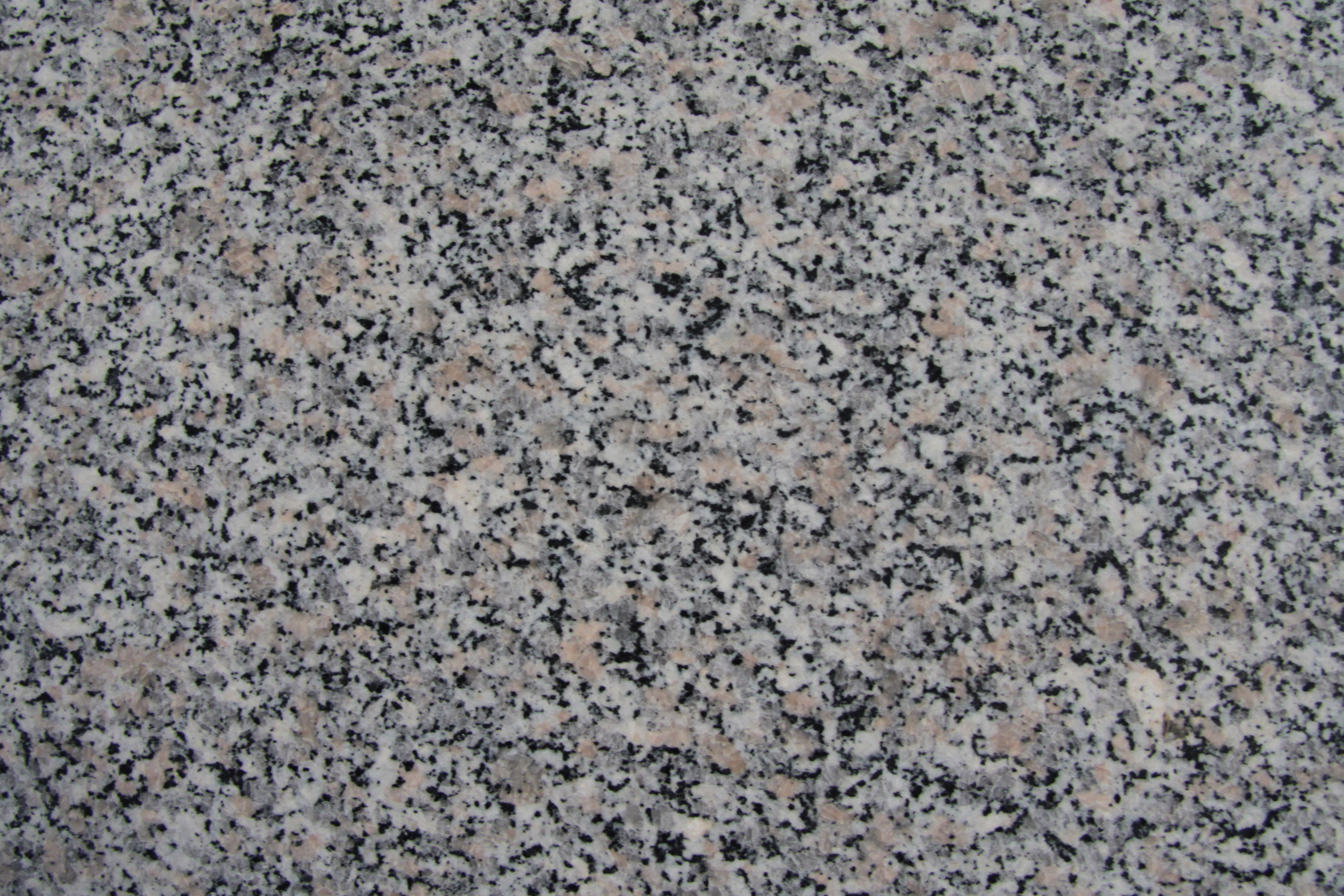
Musterplatte eines Rosa Sardo vom Typ Rosa Beta (ca. 25×20 cm)

Ursprünglich war für die „Kontinuität“ eine Höhe von 6 Metern geplant, man entschied sich aber für eine Höhe von 4,5 Metern, da beim Transport durch Frankfurt zahlreiche Starkstromleitungen zu unterqueren waren.
Am 20. Oktober 1983 konnte ein Steinblock in der Größe von 450 × 750 × 460 cm abgesprengt werden, der daraufhin zu einer Polyederform in sieben Wochen Arbeit von den Steinbrucharbeitern mit Steinspaltwerkzeugen abgespalten und verkleinert wurde, da das Gewicht des Rohblocks wegen der bestehenden Transportmöglichkeiten maximal 180 Tonnen betragen durfte.
Als Natursteinmaterial wurde der blassrote helle Rosa Sardo vom Typ Rosa Beta aus dem Steinbruch Scarraciana, in der Nähe von Tempio Pausania im Norden Sardiniens ausgewählt. Dieser Granit enthält Alkalifeldspäte, die durch feinstverteilten Hämatit rötlich gefärbt wurden. Die Granittypen des Rosa Sardo enthalten weiße bis beige Plagioklasfeldspäte und grauen Quarz. Der schwarze Biotit gibt diesem Naturstein sein körniges Gefüge. Etwa 25 % Quarz ist im Rosa Sardo enthalten.

### Transport in Italien
Der Rohblock musste vor dem Abtransport im Steinbruch angehoben werden, damit das Transportfahrzeug darunter fahren konnte, und außerhalb des Steinbruchs wurde er auf ein anderes Fahrzeug umgeladen. Zusätzlich musste eine provisorische Straße mit einer Befestigungstiefe von 100 bis 150 cm bis zur Hauptstraße gebaut werden, damit die große Last auf dem 52 Meter langen Transportfahrzeug sicher bewegt werden konnte. Trotzdem sank das Fahrzeug auf der provisorischen Straße mehrmals ein.
Beim Abtransport auf den Straßen Sardiniens segnete der Bischof das Fahrzeug und es wurde von der Polizei begleitet, die die Straßen bis zum Hafen in Santa Teresa Gallura zwei Tage lang für den Durchgangsverkehr sperrte. Der Rohblock ruhte auf einer Stahlkonstruktion, die auf zwei siebenachsigen speziellen Fahrgestellen auflag und die Last gleichmäßig auf die Straße verteilen sollte. Das Transportfahrzeug wurde von je einem LKW gezogen und geschoben. Im Hafen wurden die LKW abgekoppelt und der Rohblock auf den Fahrgestellen samt stählernem Mittelteil auf einen Lastkahn geschoben. Den Lastkahn schleppte ein Schiff am 20. Februar in den Hafen von Massa di Carrara.

### Herstellung der Skulptur
Als der Granitblock in Massa di Carrara ankam, das als europäischer Umschlagplatz für Natursteine aus aller Welt dient, wurde er in der Nähe des Hafens unterhalb der hochgelegenen Trasse der Autobahn Genua-Livorno an einen abgeschiedenen Ort transportiert, aufgebänkt und zweieinhalb Jahre bearbeitet. Der Arbeitsplatz wurde gewählt, weil im Raum von Carrara zahlreiche Steinbildhauer leben, die in der Lage waren, diese hochkomplizierte Form herzustellen. Federführend für Steinbildhauerarbeiten an der Skulptur war der belgische Bildhauer Dominique Stroobant.
Das Modell der „Kontinuität“, das aus Gips bestand, war in einem kleineren Maßstab hergestellt worden. Die Steinbildhauer mussten die Maße des Gipsmodell mittels eines speziellen Vergrößerungsverfahrens übertragen, das Drei-Zirkelmethode genannt wird. Dabei wurde das Modell vierfach vergrößert auf den Monolithen aus Granit übertragen. Mit der Anwendung der Drei-Zirkelmethode kamen Zirkel aus Stahl und speziell angefertigte große Holzzirkel zum Einsatz, die zum Messen aufgrund ihrer Größe von bis zu drei Steinbildhauern am Original angehalten werden mussten.
In den ersten Arbeitsschritten wurden die größten Überstände des Granit-Rohblocks mit einer Seilsäge abgetrennt, die wassergekühlte Seile mit diamantbesetzten Sägeelementen antreibt. Mit Hilfe der Drei-Zirkelmethode und mit händisch geführten Werkzeugen (Fäustel, Meißel, Winkelschleifer und Handschleifmaschinen) wurden zunächst die äußeren Konturen, die Form der Skulptur von den Steinbildhauern hergestellt. Ferner wurden neben der Seilsäge Steinspaltwerkzeuge zur Beseitigung größerer Stein-Überstände verwendet. Bei den Arbeiten entstand ein Steinabfall von insgesamt 100 Tonnen Gewicht.
Anschließend wurden die Öffnungen der Skulptur mit Hilfe der Seilsäge herausgesägt und der Rohblock musste einmal gedreht werden, was am 22. März 1985 geschah.
Die Feinarbeit, das Schleifen und Polieren der Außenhaut nahm ein ganzes Jahr in Anspruch. Es mussten nicht nur die äußeren Flächen des Bandes, sondern auch die inneren Windungen des Bandes geschliffen und poliert werden.
Vom 4. bis 8. August 1986 wurde die inzwischen nur noch 80 Tonnen schwere „Kontinuität“ in eine Stahlkonstruktion für den Schiffstransport eingeschweißt und in der Zeit vom 12. bis 13. August zum nahe gelegenen Hafen gebracht. Ein Hochsee-Schiff transportierte die Skulptur bis zum 2. September nach Rotterdam, wo sie auf ein Binnen-Transportschiff in Richtung Frankfurt umgeladen wurde.
Am 7. September kam das 80 Tonnen wiegende Kunstwerk im Osthafen Frankfurt an, wurde auf einen Spezialtransporter aufgeladen und mit einem Kran auf die drei vorbereiteten Granit-Sockel vor der Deutschen Bank an der Taunusanlage 12 aufgelegt. Über das Gewicht der „Kontinuität“ gibt es in der Literatur unterschiedliche Angaben.

## Aufstellung

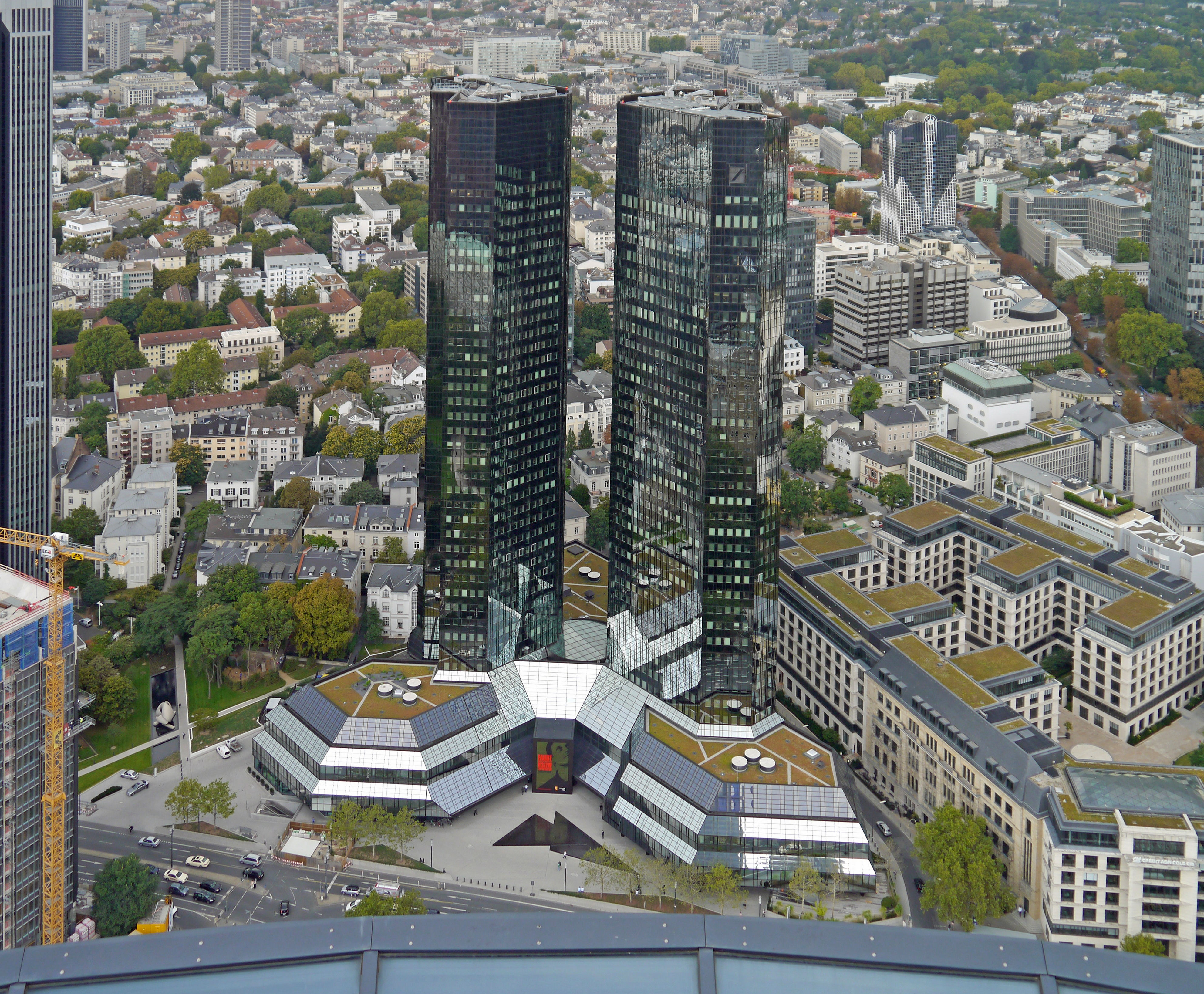
Links von den beiden Türmen, auf dem Gelände in einem neugestalteten Areal

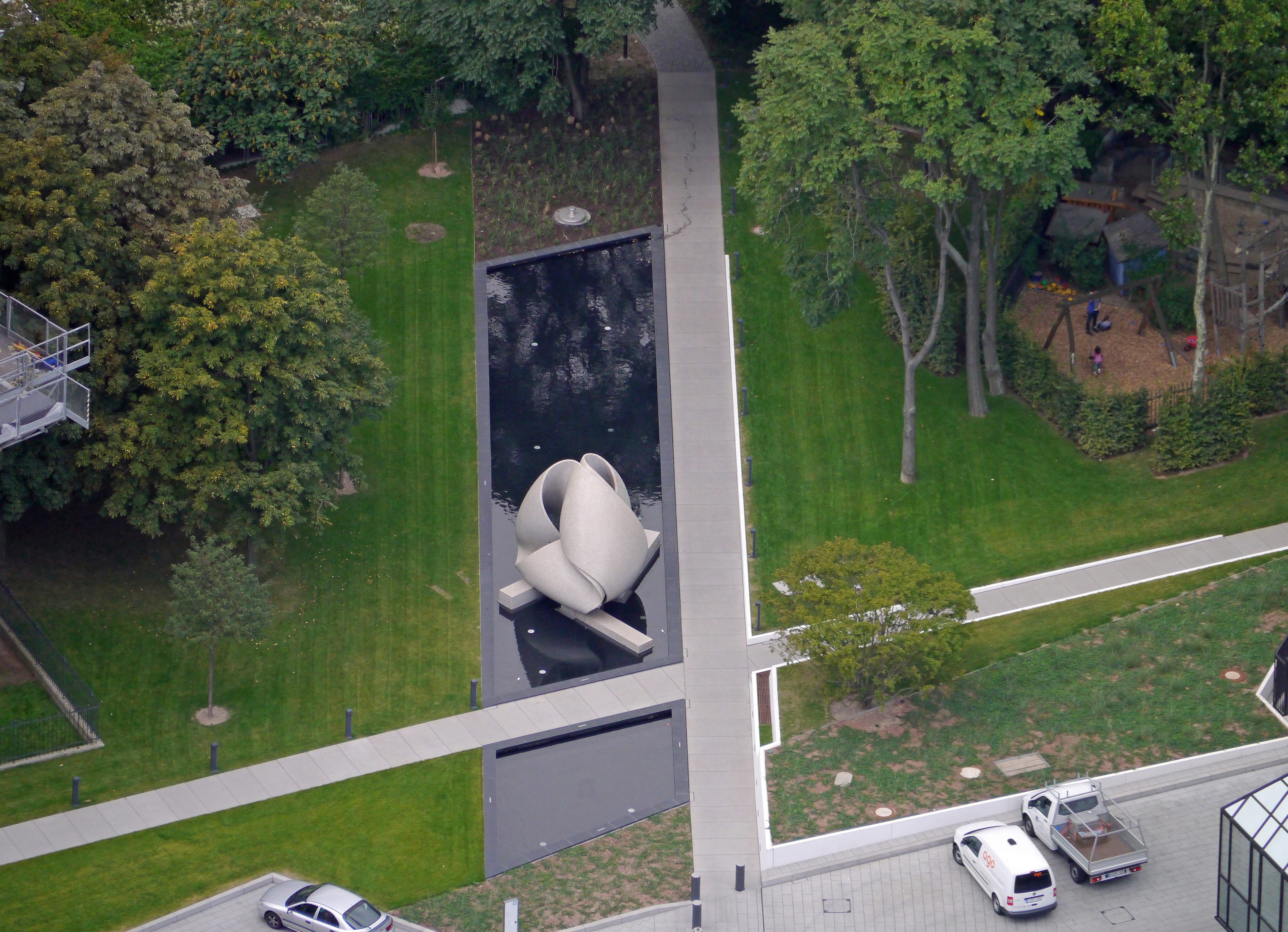
Kontinuität am neuen Standort, vom Main Tower aus gesehen

Als Max Bill, der häufiger nach Italien fuhr, die Größe der Skulptur in ihrer Endform sah, legte er fest, dass sie auf drei Sockeln auf dem Vorplatz der Deutschen Bank (50° 6′ 49,1″ N, 8° 40′ 7,5″ O) aufgestellt werden sollte. Seine Überlegung war, dass die Besucher sich davor setzen können und dadurch auch eine Innenansicht der Skulptur möglich wird.
2007 musste die Skulptur wegen Renovierungsarbeiten an den dahinter liegenden Gebäuden der Deutschen Bank versetzt werden. Dabei wurden Sensoren an der Skulptur befestigt, die auftretende zerstörerische Spannungen während des Transports feststellen sollten, um das Werk vor Schaden zu bewahren. Die „Kontinuität“ wurde auf einen Tieflader gehoben, um sie etwa 100 Meter weit auf ihren neuen vorläufigen Standort (50° 6′ 46,5″ N, 8° 40′ 3,6″ O) in einem Park abzusetzen. Eine Rückkehr auf den alten Standort war für 2010 angekündigt worden.
Nach der Aufstellung 1986 merkte Max Bill an: „Nun steht dieses Symbol, die „Kontinuität“, inmitten der aktiven Stadt Frankfurt. Sie sei ein Zeichen immerwährender Kontinuität: ohne Anführungszeichen.“
Nachdem die Skulptur nicht mehr an ihren ursprünglichen Ort zurückkehrt, wird Kritik ausgesprochen: „der Konzern [will sich] dort doch in Zukunft in einer großen Steinplatte, über die Wasser fließt, selbst bespiegeln. Vielleicht passt »Kontinuität« auch einfach nicht mehr zum grenzenlosen Wachstum?“